# Forma-pensamento

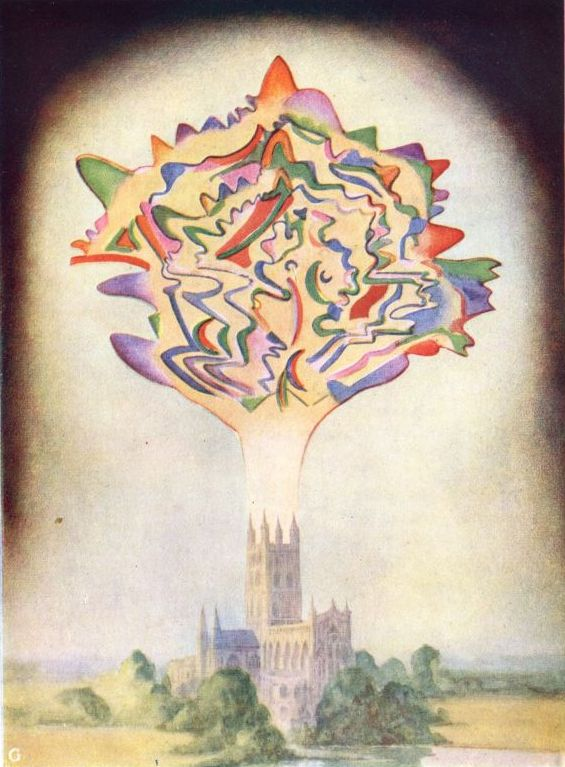
Forma pensada (tulpa) da música de Charles Gounod, de acordo com Annie Besant e C.W. Leadbeater em Thought Forms (1901)

Segundo a teosofia, formas-pensamento ou tulpa são criações mentais de um objeto ou ser, através de poderes espirituais ou mentais, utilizando a matéria fluídica ou matéria astral para compor as características de acordo com a natureza do pensamento. Deste ponto de vista, encarnados e desencarnados podem criar formas-pensamento, com características boas ou ruins, positivas ou negativas. As formas-pensamento são supostamente criadas através da ação da mente sobre as energias mais sutis, criando formas que correspondem à natureza do pensamento gerado. 
Os teosofistas do século XX adaptaram o conceito Vajrayana do corpo de emanação nos conceitos de 'tulpa' e 'forma-pensamento'. A teosofista Annie Besant, no livro Thought-Forms, de 1901, as divide em três classes: formas no formato da pessoa que as cria, formas que se assemelham a objetos ou pessoas e que podem ser animadas por espíritos da natureza ou pelos mortos, e formas que representam qualidades inerentes dos planos astral ou mental, como as emoções. O termo 'forma-pensamento' (em inglês, thoughtform) também é usado na tradução de Evans-Wentz de 1927 do Livro Tibetano dos Mortos.

## Mecanismo

### Pensamento abstrato
C. W. Leadbeater, em seu livro Compêndio de Teosofia descreve da seguinte forma:
"Quando um homem dirige o pensamento para um objeto concreto, uma caneta, uma casa, um livro ou uma paisagem, forma-se na parte superior de seu corpo mental uma pequena imagem do objeto, que flutua em frente ao seu rosto, ao nível dos olhos. Enquanto a pessoa mantiver fixo o pensamento sobre o objeto a imagem vai permanecer, e persiste mesmo algum tempo depois.
O tempo de duração desta imagem dependerá da intensidade e também da clareza do pensamento. Além disso, essa imagem é inteiramente real e poderá ser vista por aqueles que tenham desenvolvido suficientemente a visão de seu próprio corpo mental. Do mesmo modo como ocorre com os objetos, quando pensamos em um dos nossos semelhantes, criamos em nosso corpo mental o seu retrato miniaturizado.
Quando o nosso pensamento é puramente contemplativo e não encerra um determinado sentimento como a afeição, inveja ou a avareza, nem um determinado desejo, como por exemplo, o desejo de ver a pessoa em quem pensamos, o pensamento não possui energia suficiente para afetar sensivelmente essa pessoa."

### Oceano de Pensamento?
"Cada pensamento produz uma forma. Quando visa uma outra pessoa, viaja em direção a essa. Se é um pensamento pessoal, permanece na vizinhança do pensador. Se não pertence nem a uma, nem a outra categoria, anda errante por um certo tempo e pouco a pouco de descarrega, se desfazendo no éter.
Cada um de nós deixa atrás de si por toda parte onde caminha, uma série de formas-pensamentos. Nas ruas flutuam quantidades inumeráveis. Caminhamos no meio deles.
Quando o homem momentaneamente faz o vácuo em sua mente, os pensamentos que lhe não pertencem o assaltam; em geral, porém, o impressionam fracamente. Algumas vezes, todavia, um pensamento surge e atrai a sua atenção de um modo particular. O homem comum se apodera dele e o considera como coisa própria, fortifica-o pela ação de sua própria força, e, por fim, o expele em estado de ir afetar outra pessoa. O homem não é responsável pelo pensamento que lhe atravessa a mente, porquanto pode não lhe pertencer. Porém, torna-se responsável quando se apodera de um pensamento e o fixa em si e depois o reenvia fortalecido."

### Pensamento egoísta
"Os pensamentos egoístas de qualquer espécie vagueiam pela vizinhança daqueles que os emitem. O corpo mental da maior parte dos homens está envolto por eles, como por uma espécie de concha. Esta concha obscurece a visão mental e facilita a formação de preconceitos. Cada forma-pensamento é uma entidade temporária. Pode-se compará-la a uma bateria elétrica carregada, esperando a ocasião de fazer a descarga. Determina sempre no corpo mental que atinge, um número de vibrações igual à sua e faz nascer um pensamento idêntico. Portanto, se as partículas desse corpo já vibram com uma certa rapidez, em consequência de pensamentos de uma outra ordem, o pensamento que chega, espera a sua hora vagueando ao redor da pessoa visada até que o corpo mental dela esteja em suficiênte repouso para lhe permitir entrar. Então, descarrega-se e cessa instantaneamente de existir."

### Pensamento pessoal
"O pensamento, quando é pessoal, atua inteiramente do mesmo modo em relação à pessoa que o engendrou e se descarrega sobre ela quando a ocasião se apresenta. Quando o pensamento é mau, a própria pessoa que o gerou pode considera-lo como obra de um demônio tentador, quando, de fato, essa pessoa é o seu próprio tentador. Em geral pode-se dizer que cada pensamento produz uma nova forma-pensamento. Porém, sob o império de certas circunstâncias e a repetição constante de um mesmo pensamento, em lugar de produzir uma nova forma, funde-se com a primeira forma-pensamento e a fortifica. De sorte que o assunto, através de continuada meditação gera, muitas vezes, uma forma-pensamento de um poder formidável. Quando é má, pode-se tornar maléfico e durar muitos anos. Formas-pensamento deste tipo possuem a aparência e os poderes de uma entidade realmente viva." Podem ser facilmente confundidas com outras entidades astrais, pois possuem uma forma e um movimento que lembra seres vivos.

### Pensamento dos benfeitores
"Os tipos de pensamentos tratados acima são os que nascem da mente sem nenhuma premeditação.
Existem, porém, formas-pensamento elaboradas intencionalmente com o fim de auxiliar os outros. São peculiares aos benfeitores da humanidade. Pensamentos vigorosos, dirigidos inteligentemente, podem constituir um grande socorro para quem os recebe. São verdadeiros anjos da guarda; protegem contra a impureza, a irritabilidade, o medo.".

## Principais Autores
- Charles Webster Leadbeater - Autor, dentre outros, de Compêndio de Teosofia, O Plano Astral e em co-autoria com Annie Besant: Formas de Pensamento, publicado no Brasil pela Editora Pensamento.
- A. P. Sinnet - Autor de Budismo Esotérico.
- Annie Besant - Autora de O Homem e seus Corpos, Reencarnação, Os sete princípios do homem, etc.l
- Helena Petrovna Blavatsky - Autora: Síntese da Ciência, Religião e Filosofia (título original: The Secret Doctrine, The Synthesis of Science, Religion, and Philosophy).